# Znojmo
Znojmo (pronunciación en checo: ˈznoimo; en alemán: Znaim) es una ciudad ubicada en la región de Moravia Meridional de la República Checa, cerca de la frontera con Baja Austria y a 55 km al suroeste de Brno.
Está conectada con Viena por vía ferroviaria y carretera. La ciudad está situada sobre una roca saliente en la empinada orilla izquierda del río Dyje y conserva varios ejemplos de arquitectura medieval. 

## Historia
La iglesia de San Nicolás de estilo gótico y la torre del ayuntamiento del gótico tardío son los lugares más conocidos. La iglesia de San Nicolás fue construida en 1348 por el emperador Carlos IV; mientras que la torre del ayuntamiento de 75 metros de alto data de alrededor de 1446. Con vista al valle del río Dyje, en las afueras de la ciudad medieval, se encuentra el castillo de Znojmo, que se remonta al  siglo XI, cuando fue fundado por los duques Přemyslidas.

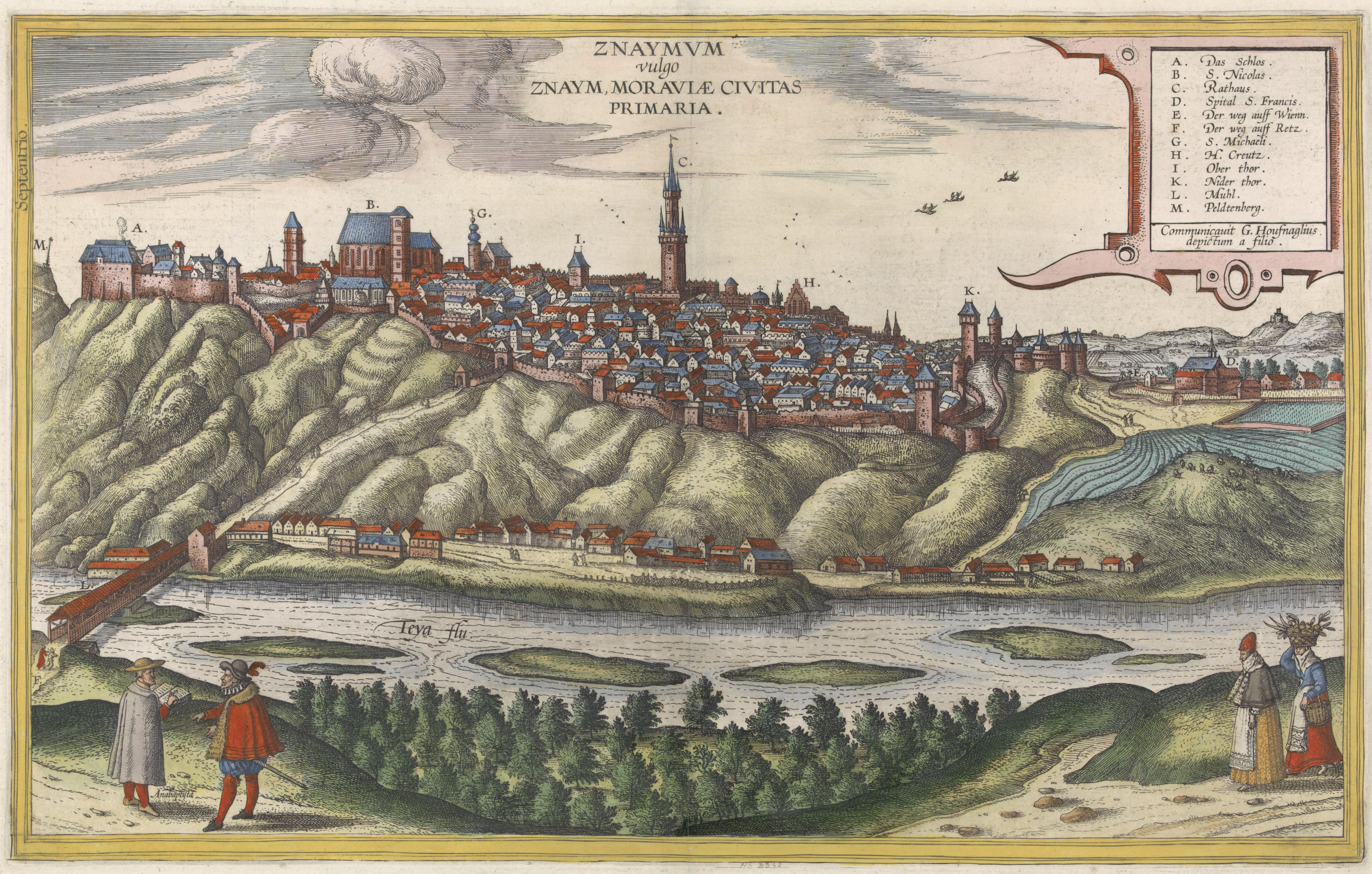
Znojmo hacia comienzos del siglo

La ciudad real de Znojmo fue fundada poco después de 1226 por el rey Otakar I de Bohemia sobre la llanura enfrente del castillo de Znojmo. Allí falleció el emperador Segismundo de Luxemburgo en 1437, pero fue enterrado en Gran Varadino. 
Znojmo es conocida por ser la ciudad donde se firmó el armisticio posterior a la batalla de Wagram (1809) entre Napoleón Bonaparte y el archiduque Carlos. 

## Ciudades hermanadas
Znojmo está hermanada con las siguientes ciudades:
- Harderwijk (Países Bajos)
- Nové Zámky (Eslovaquia)
- Pontassieve (Italia)
- Retz (Austria)
- Ružinov (Eslovaquia)
- Strzegom (Polonia)
- Torgau (Alemania)